# Certat de damno vitando
Certat de damno vitando (lett. "disputa per evitare un danno") è una espressione latina per indicare la posizione di chi cerca di evitare un danno patrimoniale.
In diritto romano e nel diritto civile indica la preferenza per il legislatore ha nei confronti di chi si sta sforzando di diminuire una posizione patrimoniale negativa, nei confronti di chi 
cerca, nella medesima situazione, di conseguire un utile, alla latina qui certat de lucro captando.

È una locuzione tipica utilizzata in giurisprudenza quando si parla del reato di concussione.

Esempio pratico: l'industriale che è costretto a pagare una tangente ad un pubblico ufficiale per ottenere una qualche determinata autorizzazione. 
La locuzione qui certat de lucro captando è invece utilizzata, sempre in giurisprudenza, quando si parla del reato di corruzione.